# Hamílcar (fill d'Hannó el Traïdor)
Hamílcar (en grec antic: Ἀμίλχαρ, llatí: Hamilcar) va ser un militar cartaginès, fill d'Hannó i germà de Giscó, que va viure a final del segle iv aC.
Aquest Hamílcar és esmentat solament per Poliè (Stratagemata, V 11), segons el qual es va distingir notablement en les guerres lliurades a Àfrica, motiu pel qual va ser acusat d'aspirar a la tirania i executat. Hi ha, no obstant això, moltes raons per pensar que Poliè va errat en aquest assumpte.